# Дисульфид триникеля
Дисульфид триникеля — бинарное неорганическое соединение 
металла никеля и серы
с формулой Ni3S2,
жёлтые кристаллы,
не растворяется в воде.

## Получение
- В природе встречается минерал хизлевудит — Ni3S2 с примесями железа [1].
- Пропускание водорода над сульфатом никеля:

{\displaystyle {\mathsf {3NiSO_{4}+13H_{2}\ {\xrightarrow {300-340^{o}C}}\ Ni_{3}S_{2}+12H_{2}O+H_{2}S}}}

## Физические свойства
Дисульфид триникеля образует жёлтые кристаллы
тригональной сингонии,
пространственная группа R 32,
параметры ячейки a = 0,4080 нм, α = 89,41°, Z = 1
(a = 0,5746 нм, c = 0,7134 нм, Z = 3).
При температуре 555°С происходит переход в фазу тетрагональной сингонии.

## Применение
- Компонент никелевых катализаторов.
- Промежуточный продукт при получении никеля.